# ¿Qué me faltó?
¿Qué me faltó? è un singolo del gruppo musicale statunitense Ha*Ash, pubblicato il 4 giugno 2019 come quarto singolo dal quinto album in studio 30 de febrero.

## Descrizione
La traccia è stata scritta da Ashley Grace, Hanna Nicole e José Luis Ortega e prodotto da Hanna e George Noriega. Il brano è stato cantato dal vivo per la prima volta al Al Aire con Paola Rojas il 6 dicembre 2018.

## Video musicale
Il videoclip, diretto da Toño Tzinzun, è stato girato nel 2018 nello Oaxaca di Messico. È stato pubblicato su YouTube il 4 giugno 2019. Il video ha raggiunto 42 milioni di visualizzazioni su Vevo.

### En vivo versione
Il video è stato girato sotto forma di esibizione dal vivo dall'album En Vivo (2019). Il video è stato girato all'Auditorio Nacional, Città del Messico (Messico). È stato pubblicato su YouTube il 6 dicembre 2019.

## Tracce
Download digitale
1. ¿Qué me faltó? – 3:22 (Ashley Grace, Hanna Nicole, José Luis Ortega)

## Formazione
- Ashley Grace – voce, composizione, chitarra
- Hanna Nicole – voce, produzione, composizione, chitarra
- José Luis Ortega  – composizione
- George Noriega – registrazione, programmazione,  produzione, pianoforte, chitarra
- Diego Contento  –  programmazione
- Dave Clauss  –  programmazione
- Pete Wallace  –  registrazione, programmazione, pianoforte
- Matt Calderín  – batteria